# Rabbinat Soultz-sous-Forêts
Das Rabbinat Soultz-sous-Forêts war von 1865 bis 1930 ein Rabbinatsbezirk (frz. circonscription rabbinique) in Soultz-sous-Forêts, einer französischen Gemeinde im Département Bas-Rhin in der Region Elsass. Es entstand durch die Verlegung des Rabbinats Surbourg nach Soultz-sous-Forêts.

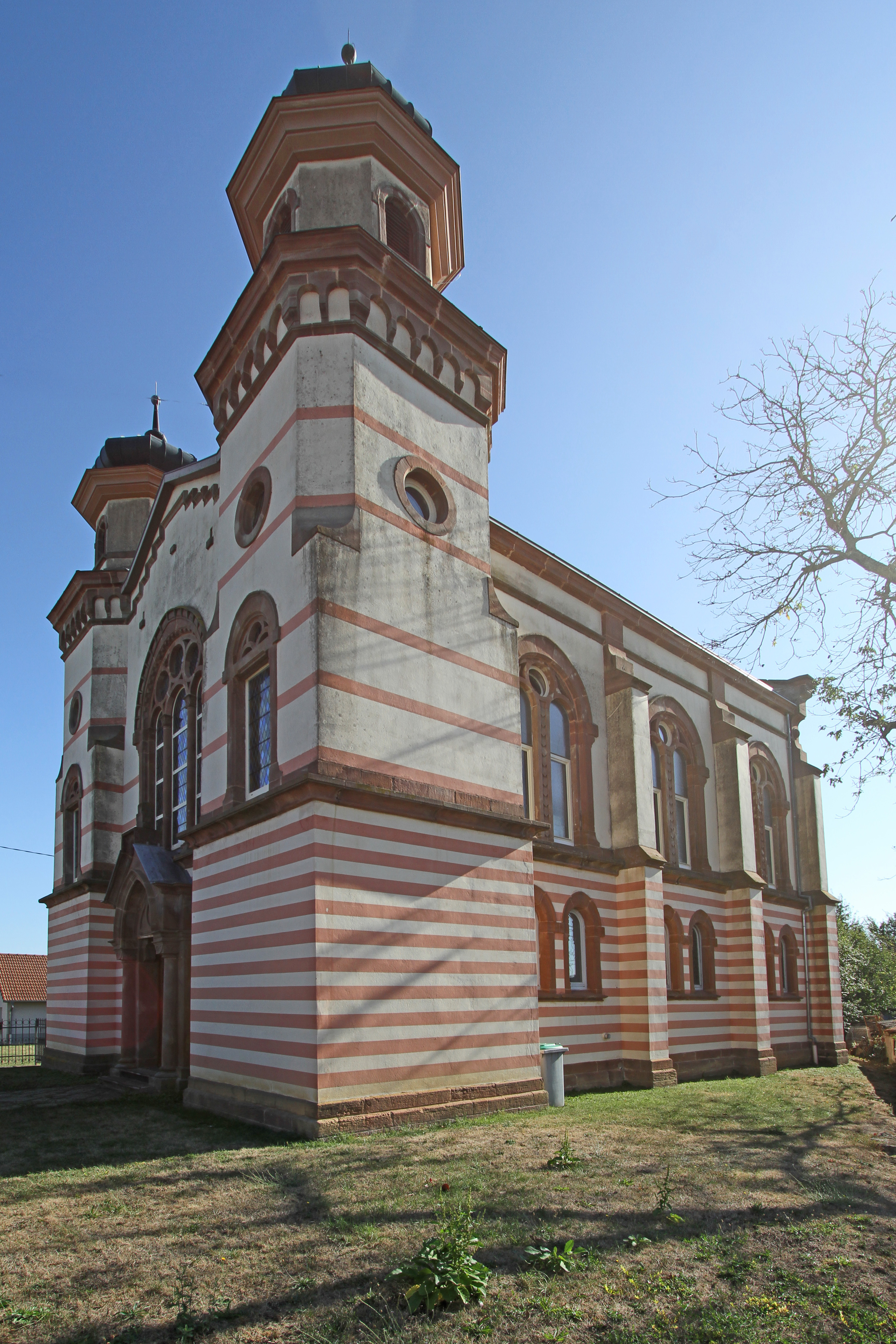
Ehemalige Synagoge

## Gesetz vom 25. Mai 1844
Das Gesetz vom 25. Mai 1844, das die Statuten der jüdischen Religionsgemeinschaft („Règlement pour l'organisation du culte israélite“) in Frankreich festlegte, bestimmte die Schaffung des Rabbinatsbezirks in Surbourg, das 1865 nach Soultz-sous-Forêts verlegt wurde.

## Zusammensetzung
Es gehörten folgende jüdische Gemeinden zum Rabbinat Soultz-sous-Forêts:
- Soultz-sous-Forêts
- Surbourg
- Wœrth